# Luna Blaise
Luna Blaise, född den 1 oktober 2001 är en amerikansk skådespelare.
Blaise har bland annat medverkat i TV-serierna Fresh Off the Boat och Manifest. Hon är även bland annat medverkat i filmerna We Are Gathered Here Today samt Deltopia från 2022 respektive 2023.

## Filmografi (i urval)
- 2015-2018: Fresh Off the Boat
- 2018-2022: Manifest
- 2022: We Are Gathered Here Today
- 2023: Deltopia
- 2025 – Jurassic World Rebirth